# Pál Makó
Pavel Makó (9. červenec 1724, Jászapáti – 18. srpen 1793, Pešť) byl maďarský matematik, fyzik a filosof.

## Život a působení
Narodil se 9. července 1724 v Jászapáti. Noviciát po vstupu do jezuitského řádu (1741) strávil v Brně, později byl repetitorem v Győru. Filozofický kurz absolvoval v letech 1744–1747 na Trnavské univerzitě, pak působil na středních školách v Užhorodě a v Trnavě, dva roky jako repetitor matematiky na Vídeňské univerzitě. Své univerzitní vzdělání obohatil i teologií na univerzitě v Grazu (1752–1756). Začal přednášet matematiku na vídeňském Tereziániu (1756/57), krátce pobyl v Banské Bystrici a nakonec se stal profesorem na trnavské univerzitě, kde přednášel matematiku, později logiku a metafyziku. Ve své akademické kariéře pokračoval na vídeňské univerzitě a na doporučení Gerharda van Swietena, dvorního rádce Marie Terezie, ho panovnice v roce 1762 jmenovala profesorem matematických věd. Po zrušení jezuitského řádu (1773) získal titul opata a královského rádce a intenzivně se podílel na přípravě významné uherské školské reformy Ratio educationis (1777). Po přestěhování univerzity z Trnavy do Budína (1777) ho panovnice jmenovala děkanem filozofické fakulty a zároveň profesorem matematiky. V Budíně (později v Pešti) působil až do své smrti.

## Dílo
Patřil k nejlepším profesorům matematiky na jezuitských školách v celé habsburské říši a přestože neměl původní matematické výsledky, jeho rozsáhlá učebnicová tvorba výrazně ovlivnila výuku matematicko-fyzikálních disciplín v celé zemi. Byl autorem kvalitních středoškolských i vysokoškolských učebnic matematiky, mezi nimi i první učebnice diferenciálního a integrálního počtu v monarchii (1768). Jeho učebnici algebry vysoce hodnotil i M. Cantor. Ve svých učebnicích fyziky a jiných fyzikálních dílech se projevuje jako stoupenec boškovičovské fyziky. Jeho učebnice logiky a metafyziky, podobně i matematiky, vycházely v celé řadě vydání, dokonce i po autorově smrti. Zemřel 18. srpna 1793 v Budapešti.